# Sandro Cuomo
Sandro Cuomo (Napoli, 21 ottobre 1962) è un ex schermidore italiano, specializzato nella spada, campione olimpico nel 1996 ai Giochi olimpici di Atlanta 1996.

## Biografia

### Le origini e i primi successi
Cominciò a praticare la scherma da bambino, presso il Circolo Nautico Posillipo, prestigiosa società sportiva partenopea, il suo primo maestro fu Armando Coiro, che lo seguirà poi per tutta la sua carriera agonistica affiancato dal fratello Aldo dal 1984.

L'atleta campano si mette in mostra già nelle categorie giovanili. Nel 1982 conquista la medaglia di bronzo al Campionato del Mondo Giovani di Buenos Aires. Il primo successo agonistico di livello assoluto arrivò già nel 1983, quando vinse il titolo mondiale universitario con la squadra nazionale di Spada. 
Nello stesso anno arrivò anche la prima medaglia iridata: bronzo a squadre, e la medaglia d'bronzo ai Giochi del Mediterraneo. Già docente presso la Scuola dello Sport del CONI e docente Universitario presso diversi atenei: Scienze Motorie di Napoli, Cassino e Campobasso e presso l'Istituto Universitario Suor Orsola Benincasa di Napoli alla Facoltà di Scienze della Formazione. Valerio Cuomo,figlio di Sandro, ha gareggiato nella gara individuale della Spada maschile ai Mondiali di Scherma di Milano 2023 giungendo fino ai Quarti di Finale del torneo.

### Le Olimpiadi e l'affermazione internazionale
L'anno successivo partecipò alle Olimpiadi di Los Angeles, dove diede un contributo decisivo per la conquista della medaglia di bronzo della squadra.
Nel 1985 arriva la medaglia d'argento mondiale, sempre nella competizione a squadre, dove sempre il mancino napoletano riuscirà a dare il meglio di sé.
Nel 1986 ancora una medaglia mondiale, il secondo bronzo dopo quello conquistato tre anni prima.
Il 1988 è l'anno della sua seconda partecipazione a cinque cerchi, alle Olimpiadi di Seoul, in Corea del Sud. Sarà una partecipazione fatta di grandi risultati ma anche di grandi rimpianti per il campione campano. Coglie il suo miglior piazzamento olimpico individuale, giungendo al 4º posto, posizione che ripete anche nella gara a squadre. Doppia beffa per lui che rimane ai piedi del podio ben due volte. Parziale soddisfazione la conquista della Coppa del Mondo, classifica a punti delle gare del circuito internazionale, riconoscimento comunque di assoluto prestigio.
Il 1989 è l'anno delle rivincite mondiali, nel Campionato del Mondo di Denver vince la medaglia d'argento nella competizione individuale (sconfitto in finale dallo spagnolo Pereira), e giunge il primo alloro iridato in quella a squadre. Finalmente può fregiarsi del massimo titolo di "Campione del Mondo".
Nel 1990, a Lione, bissa il titolo mondiale a squadre, a soli 28 anni è uno dei più titolati spadisti della storia della scherma moderna.
Nel 1992, alla sua terza partecipazione nelle Olimpiadi di Barcellona, arriva una fortissima delusione per il team azzurro. Arrivati come favoritissimi della gara, gli azzurri cedeno presto e dopo una opaca prestazione individuale arriva un anonimo 5º posto nella gara a squadre.
Ma la squadra nazionale non è composta da schermitori qualunque, a partire proprio da Sandro Cuomo. L'anno successivo, al campionato del Mondo di Essen, grande rivincita della squadra che riporta in Italia il titolo mondiale, Cuomo riesce anche piazzarsi al 5º posto della gara individuale e lo stesso anno conquista anche il bronzo ai Giochi del Mediterraneo.
Nel 1995 decide di puntare decisamente al titolo olimpico che sarà in palio la stagione seguente. Si trasferisce a Milano dove si allena con i campioni della squadra nazionale come Angelo Mazzoni, Sandro Resegotti e Alfredo Rota, ed a Vercelli dove si allena con Paolo Milanoli e Maurizio Randazzo. Il campionato del Mondo di quell'anno a L'Aja porta la medaglia di bronzo individuale, Cuomo mette in mostra una forma invidiabile. Lo stesso anno si aggiudica anche i Giochi Mondiali Militari, dove coglie anche l'argento nella gara a squadre.
Il 1996 è l'anno delle Olimpiadi di Atlanta, la quarta in carriera. La forte preparazione non porta i suoi frutti nella competizione individuale. Il cambiamento di formula rispetto alle precedenti edizioni lo obbliga ad entrare in gara solo all'eliminazione diretta. Un match secco che decide una carriera, troppo poco per un campione. e conclude la prova individuale al 5º posto. La tanto agognata medaglia olimpica individuale sfugge via per sempre. Arriva il giorno nella gara a squadre. L'Italia non parte favorita, il 7º posto conquistato nei precedenti mondiali non presagisce nulla di buono. I giornali e la critica specializzata accusano il CT azzurro di avere portato una nazionale di "vecchietti", oramai sazi di successi e non più in grado di competere con l'élite mondiale della Spada. E invece Maurizio Randazzo, Angelo Mazzoni e lo stesso Cuomo lottano caparbiamente su ogni stoccata di ogni assalto, sino alla meritatissima finale con la Russia. 
Il CT Guido Marzari, in seguito all'infortunio alla gamba occorso allo stesso Cuomo durante il combattutissimo ultimo assalto di semifinale con la Germania, decide di modificare la formazione "tipo" per non rischiare Cuomo infortunato nell'ultima frazione, affidando il compito di chiudere Mazzoni, non abituale in quel ruolo. 
Cuomo e Randazzo consegnano un vantaggio di 5 stoccate al compagno, e l'assalto termina 45-44 per l'Italia, dopo un rocambolesco recupero del russo Beketov su Mazzoni di ben 4 stoccate. Sandro Cuomo conclude qui la sua avventura olimpica, con una splendida medaglia d'oro. 
Continua però la sua attività con la nazionale per altri due anni. Conquista ancora la medaglia di bronzo a squadre ai successivi mondiali del 1997. L'anno successivo, il 1998 conquista la sua seconda Coppa del Mondo, lasciando la nazionale come campione di livello assoluto.

### L'attività come dirigente
Grande atleta anche in ambito nazionale, ha gareggiato per molti anni nella squadra del Gruppo Sportivo Fiamme Oro, con la quale nel 1989 si aggiudica la Coppa Europa a squadre di club. Più volte vincitore anche del campionato italiano assoluto individuale, massimo titolo nazionale, 1987, 1988, 1990 e 1997 gli anni dei suoi sigilli.
Ritiratosi dall'attività agonistica, almeno da quella di alto livello, comincia l'avventura di dirigente federale.
Nel 2000 viene eletto consigliere nazionale del C.O.N.I., incarico che ricopre sino al 2004.
Il primo incarico in seno alla scherma fu quello di CT della nazionale di Spada, a partire dal 2001 fino al 2003 quando diede le dimissioni in polemica con la politica federale dell'allora presidente Antonio Di Blasi. Incarico che gli è stato nuovamente affidato il 9 febbraio del 2009 dal presidente federale Giorgio Scarso. Dallo scorso 8 novembre 2005 entra nell'esecutivo della Confederazione Europea di Scherma, organo nel quale assume anche la presidenza della "Commissione alle Competizioni".
Tra gli altri incarichi coperti in carriera, Consigliere del CONI Regionale Campania e Consigliere dell'Accademia Nazionale di Scherma. Oggi è, inoltre insegnante di scherma al Collana, un'importante palestra partenopea.

### L'attività come CT
Nella sua carriera da Commissario Tecnico delle squadre Nazionali colleziona sei ori storici, riportando in Italia dopo 46 anni il titolo mondiale individuale con Paolo Milanoli a Nimes nel 2001, l'oro di Paolo Pizzo ai mondiali di Catania 2011 bissato nel 2017 a Lipsia, i due titoli mondiali consecutivi di Rossella Fiamingo nel 2014 e nel 2015, il titolo mondiale di Mara Navarria nel 2018 e, soprattutto, un oro mai conquistato prima dall'Italia nella storia: quello della Squadra Femminile di spada nel 2009.
Titolo, questo, che gli vale il riconoscimento di "Tecnico dell'anno 2009" dall'USSI Campania (Unione Stampa Sportiva Italiana) consegnatogli in occasione della conferenza sportiva di fine anno del CONI Provinciale di Napoli.
Il 2014 è una stagione straordinaria da primato per la spada Italiana con sei medaglie tra Mondiali ed Europei assoluti, mai successo nella storia: ai mondiali di Kazan oro con Rossella Fiamingo e due medaglie di bronzo con la squadra femminile ed Enrico Garozzo, ed agli Europei Oro con Bianca Del Carretto, Argento con Paolo Pizzo e di nuovo il bronzo con la squadra femminile.
Ulteriore primato è rappresentato dal secondo titolo mondiale consecutivo conquistato nel 2015 da Rossella Fiamingo, unica atleta, insieme alla francese Laura Flessel, ad aver compiuto tale impresa.
Proprio all'inizio del percorso di qualifica olimpica, a maggio 2015, a causa di un incidente stradale non riesce a seguire le squadre in tutte le prove di qualifica, costretto a casa all'ultima gara valida per l'accesso alle Olimpiadi di Rio de Janeiro, dove la spada femminile non si qualifica per un solo punto, mentre quella maschile si qualifica con largo margine.
A Rio de Janeiro 2016 conquista due medaglie Olimpiche d'argento: con Rossella Fiamingo e con la squadra maschile di spada (Garozzo, Pizzo, Fichera, Santarelli).
Molto apprezzata la sua politica sportiva giovanile che, attraverso l'ideazione dei Centri di Allenamento Federali locali, ben strutturati su territorio Nazionale, favorisce un evidente innalzamento del livello giovanile in pochi anni.
Riporta, infatti, numerosissimi successi in campo giovanile, in particolare nella edizione 2016 di Bourges, dove, con i suoi giovani, ha raggiunto il risultato "record" di sette medaglie in sei gare: quattro ori, due argenti ed un bronzo, quasi "bissato" ai mondiali giovanili di Plovdiv 2017 con sei medaglie.
Le sette medaglie al mondiale di Torun 2019, confermano la validità del lavoro svolto con le nazionali giovanili, raddoppiando le medie abituali del recente passato.
Ad oggi, è il tecnico più titolato della spada italiana di tutti i tempi.

## L'attività Accademica
Oltre all'insegnamento della disciplina della scherma in stage dedicati alla formazione, in Italia e presso numerosi paesi esteri, è Docente alla Scuola dello Sport del Coni Regionale (Campania), ed ha insegnato Scherma nei seguenti Atenei di Scienze motorie: Università Parthenope di Napoli, Università degli Studi di Cassino, Università degli Studi del Molise.
Docente, inoltre, presso l'Istituto Universitario Suor Orsola Benincasa di Napoli, con la cattedra di Didattica degli Sport di squadra presso la facoltà di Scienze della Formazione.

## Palmarès
In carriera ha ottenuto i seguenti risultati:
 Giochi olimpici 
Individuale
A squadre
- Oro nella spada ad Atlanta 1996
- Bronzo nella spada a Los Angeles 1984

 Mondiali 
Individuale
- Argento nella spada a Denver 1989
- Bronzo nella spada a L'Aia 1995

A squadre
- Oro nella spada a Denver 1989
- Oro nella spada a Lione 1990
- Oro nella spada a Essen 1993
- Argento nella spada a Barcellona 1985
- Bronzo nella spada a Vienna 1983
- Bronzo nella spada a Sofia 1986
- Bronzo nella spada a Città del Capo 1997

Europei
Individuale
A squadre
- Oro nella spada a Bolzano 1999

 Giochi del Mediterraneo 
Individuale
- Argento nella spada a Casablanca 1983
- Bronzo nella spada a Linguadoca-Rossiglione 1993

 Universiadi 
Individuale
A squadre
- Oro nella spada a Edmonton 1983
- Oro nella spada ad Duisburg 1989
- Bronzo nella spada a Kōbe 1985

Giochi mondiali militari
Individuale
- Oro nella spada a Roma 1995

A squadre
- Bronzo nella spada a Roma 1995

 Coppa del Mondo 
Individuale
- nella classifica generale della spada 1987-88
- nella classifica generale della spada 1997-98
- nella classifica generale della spada 1982-83
- nella classifica generale della spada 1995-96
- nella classifica generale della spada 1984-85

A squadre
 Campionati italiani 
Individuale
- Oro nella spada a Genova 1987
- Oro nella spada nel 1988
- Oro nella spada nel 1990
- Oro nella spada a Bolzano 1997

A squadre
 Altri risultati 
Mondiali giovani
Individuale
- Bronzo nella spada a Buenos Aires 1982

A squadre

## Onorificenze
Inserito nella HALL OF FAME della scherma internazionale come uno dei personaggi che hanno fatto la storia di questa disciplina.